# ماهاکا مدیا
ماهاکا مدیا (انگلیسی: Mahaka Media) شرکت رسانه‌ای اندونزیایی است، که در سال ۱۹۹۲ توسط اریک توهیر تأسیس شد.